# 千栄交通
千栄交通株式会社（せんえいこうつうかぶしきがいしゃ）は、東京都新宿区に本社を置く旅行会社。

## 概要
千葉みらい観光バス、三栄交通が運行するツアーバス「KBライナー」を取り扱う旅行会社として高速バスツアーズ（こうそくバスツアーズ）を2010年（平成22年）4月6日に設立。その後のツアーバス制度の変更や法改正などを経て、新たに両社が2013年（平成25年）8月1日に千栄交通株式会社を設立。この際、高速バスツアーズは事業を停止し、その後2021年（令和3年）4月22日に解散した。
社名は、千葉みらい観光バスの「千」と三栄交通の「栄」を1文字ずつ取っている。
主に、旅行業法に基づく旅行業、高速路線バスのウェブサイト企画・運営を行う。東京都知事登録旅行業、一般社団法人日本旅行業協会（JATA）正会員。

### 事業内容
- 旅行業法に基づく旅行業
- ウェブサイトの企画、制作、運営、管理
- 広告宣伝の企画、制作及び広告代理店業
- 損害保険代理業及び生命保険の募集に関する業務
- 貨物自動車運送事業及び貨物利用運送事業
- 自動車の運送代行及び自動車運転管理の請負業務
- 自動車の販売及び賃貸業

## 沿革
- 2010年4月 - 高速バスツアーズを設立（新宿区西新宿3丁目1-4 第2佐山ビル2F[注 1]）
- 2013年8月 - 千栄交通株式会社として設立、高速バスツアーズの事業を停止。
- 2017年6月 - 本社移転（新宿区新宿4丁目3-15）。
- 2017年8月 - システム改修（楽天・Yahoo!との連動システム）。
- 2017年9月 - 株式会社LCL（高速バス比較ナビ）とアフィリエイト契約。
- 2017年9月 - 電子商取引、コンビニ決済、カード決済開始（株式会社イーコンテクスト と契約）。
- 2017年9月 - 千葉みらい観光バス株式会社・三栄交通株式会社の乗合バス販売を開始。
- 2019年2月 - 本社移転（新宿区新宿4丁目1-22 新宿コムロビル11F）。
- 2020年2月 - 一般社団法人日本旅行業協会に正会員入会。
- 2020年2月 - 東京都知事登録旅行業取得（第2-7928号）。
- 2020年5月 - システム改修（旅行サイト構築）。
- 2021年4月 - 高速バスツアーズ解散。